# El Nuevo Encino
El Nuevo Encino är en ort i Mexiko.   Den ligger i kommunen Llera och delstaten Tamaulipas, i den centrala delen av landet, 400 km norr om huvudstaden Mexico City. El Nuevo Encino ligger 164 meter över havet och antalet invånare är 737.
Terrängen runt El Nuevo Encino är varierad. Runt El Nuevo Encino är det ganska glesbefolkat, med 23 invånare per kvadratkilometer. El Nuevo Encino är det största samhället i trakten. Omgivningarna runt El Nuevo Encino är en mosaik av jordbruksmark och naturlig växtlighet.